# カナダ水素強度マッピング実験
カナダ水素強度マッピング実験（Canadian Hydrogen Intensity Mapping Experiment: CHIME）は、カナダ、ブリティッシュコロンビア州にあるドミニオン電波天文台に建設された電波干渉計で、長さ100メートル、幅20メートルの円筒形放物面反射鏡（スノーボードハーフパイプのサイズとほぼ同じ大きさ）4基で構成されている。1024個の両偏波電波受信機が、円筒形の反射鏡の焦点部分に吊り下げられている。アンテナは、400〜800MHzの範囲の周波数の電波を受信することができ、過去の宇宙に存在した水素原子が放つ電波を主要な観測対象として想定している。望遠鏡の低ノイズアンプは、携帯電話に使われる民生品を活用して構築されており、そのデータは、専用設計のFPGA回路と1000プロセッサからなる高性能GPGPUクラスターを使用して処理される。望遠鏡には可動部分がなく、地球が回転するのに合わせて空を掃くことができる。また、近年では高速電波バースト（FRB）の観測で多くの成果をあげている。
CHIMEは、ブリティッシュコロンビア大学、マギル大学、トロント大学、およびカナダ国立研究評議会が運用するドミニオン電波天文台の協力で運用されている。2017年9月7日に、望遠鏡に初めて天体の信号を導くファーストライト式典が開催され、望遠鏡の試験観測が開始された。

## 科学目標

### 宇宙論
現代の宇宙論における最大の謎の1つは、宇宙膨張が加速している理由である。これまでの観測から、現在の宇宙を構成するエネルギーの約70％は、重力に抗って宇宙の加速膨張を引き起こす、いわゆるダークエネルギーで構成されていると考えられている。しかし、ダークエネルギーの正体が何であるかはまったくわかっていない。 CHIMEは、宇宙の加速膨張を精密に測定することを通して、ダークエネルギーの振る舞いを理解することを目指している。CHIMEは、ダークエネルギーが宇宙のエネルギー密度を支配し始め減速膨張から加速膨張に移行したと標準的なΛ-CDMモデルが予測する時代を観測できるように設計されている。
CHIMEは、遠方の銀河に存在する中性水素ガスが放出する静止波長21センチメートルの電波に高い感度を持つ。水素の分布を測定することによりCHIMEは、宇宙が約25億歳から70億歳までの時代 (赤方偏移0.8から2.5) の宇宙の大規模構造の3次元地図を作成する。これは観測可能な宇宙の体積の3%以上を観測することに相当し、これまで観測がなされてこなかった時代における宇宙の大規模構造調査において、これまでを大きく凌駕するデータを提供する。この大規模構造の地図をバリオン音響振動 (BAO) と比較することで、宇宙の膨張史を測定することができる。
これまでのBAOの測定は、銀河の分布を測定することによって行われてきた。ダークエネルギーサーベイ、ユークリッド、ダークエネルギー分光計器（DESI）などの将来の観測計画ではこの手法を引き続き使うが、CHIMEは、BAOを測定するために星の光ではなく水素の電波放射を観測するという点で先駆的である。CHIMEは、他の銀河サーベイ観測のような幅広い科学を展開することはできないかもしれないが、BAO測定のために個々の銀河を観測する必要がないため、非常に費用対効果の高い観測装置である。
CHIMEの主目的は上記の宇宙論的な観測であるが、他の観測も実施する。 CHIMEは空の広範囲を毎日繰り返して観測することができるため、天の川銀河に広がる銀河磁場に関する理解を向上させることも期待されている。
CHIMEは、高速で回転する中性子星からの電波放射を精密に測定し、重力波の検出に繋げることも想定されている。

### 電波強度変動天体
CHIMEは、パルサーをはじめとする電波強度変動天体の発見と継続観測にも使用され、特にこのために特別な機器も開発された。CHIMEは、一度に10個のパルサーを24時間体制で監視し、その周期的なパルス信号のわずかな変化から、通過する重力波の存在を示唆することができる。また、CHIMEはわずか数ミリ秒という短時間だけ強い電波を放つ謎の天体、高速電波バースト（FRB）を検出することができる。

## 技術
CHIMEは、多数のパラボラアンテナではなく細長い反射鏡を使用している。この構成は珍しいものではあるが、CHIME独自の設計ではなく、他にオーストラリアのモロングロ天文台合成望遠鏡とイタリアのノーザンクロス電波望遠鏡など同様の形状をもつ電波望遠鏡も存在する。様々な角度スケールで空を観測できるようにするためには電波望遠鏡の反射面をできるだけ密接させる必要があり、これを実現するための費用対効果の高い方法が円筒形アンテナを並べたものだった。複数の平行な半円筒を反射鏡として使用することで、望遠鏡の両方の軸に沿って同等の解像度が得られる。
CHIMEのアンテナは、400～800MHzの範囲で2つの直線偏光に対して良好な応答を示すように設計された。クローバーの葉の形をしたテフロンベースのプリント基板アンテナが、ワイヤーメッシュのハーフパイプ反射鏡のそれぞれの焦点線に沿って配置されている。また、隣接する2枚のプリント基板アンテナからの差分信号を1つの不平衡接続信号にまとめるバランがある。1つのアンテナには4つのプリント基板アンテナがあり、2つのアナログ出力が得られる。1つの反射鏡に256個のアンテナがあるため、合計4つの反射鏡を持つCHIMEでは合計2048個のアナログ出力を処理することができる 。アンテナからの信号は、携帯電話業界で開発された技術を利用して2段階で増幅される。これにより、CHIMEはアナログチェーンを比較的低ノイズに保ちながら、信号として扱えるレベルの強度を実現している。アンテナからの各電波出力は、同一箇所に設置された低ノイズ増幅器で増幅される。増幅器からの出力は、60メートルの長さの同軸ケーブルを通って、「Fエンジン」と呼ばれるシールドされた容器内のプロセッサーに送られる。
CHIMEは、電波干渉計として動作する。つまり、すべてのアンテナからの入力を組み合わせて、システム全体を1つの望遠鏡として動作させることができる。これには、高い信号処理能力が必要となる。アナログ信号は800MHzでサンプリングされたのちにデジタル化され、専用設計のFPGA（Field-Programmable Gate Array）回路基板とGPU（Graphics Processing Unit）の組み合わせで処理される。CHIMEの実験機には実機と同一の機能を持つ相関器が設置されていて、民生用のGPU技術を応用することで、CHIMEに十分な処理能力を他の相関器に比べて低価格で提供できることが実証された     。隣接する2つの反射鏡の間には、2つのFエンジンが設置されている。Fエンジンコンテナ内では、アナログ信号がバンドパスフィルタリングと増幅された後、8ビットのアナログ／デジタル変換器によって毎秒8億回のサンプリングレートでデジタル化される。その結果、望遠鏡のデジタルデータレートは毎秒13.11テラビットとなる。このデジタルデータは、FPGAベースのFエンジンによって処理され、周波数の情報を持ったデータ（スペクトル）となる。その後、データは光ケーブルで望遠鏡の隣に設置された「Xエンジン」コンテナに送られる。GPUを搭載した256の処理ノードを持つXエンジンは、Fエンジンのデータの相関処理と平均化処理を行う。Xエンジンの設計にGPUを使用する利点は、プログラミングが容易なことである。その代わり、FPGAに比べて消費電力が大きくなる。最終的にCHIMEは、250キロワットの電力を消費する 。

CHIMEの構成要素
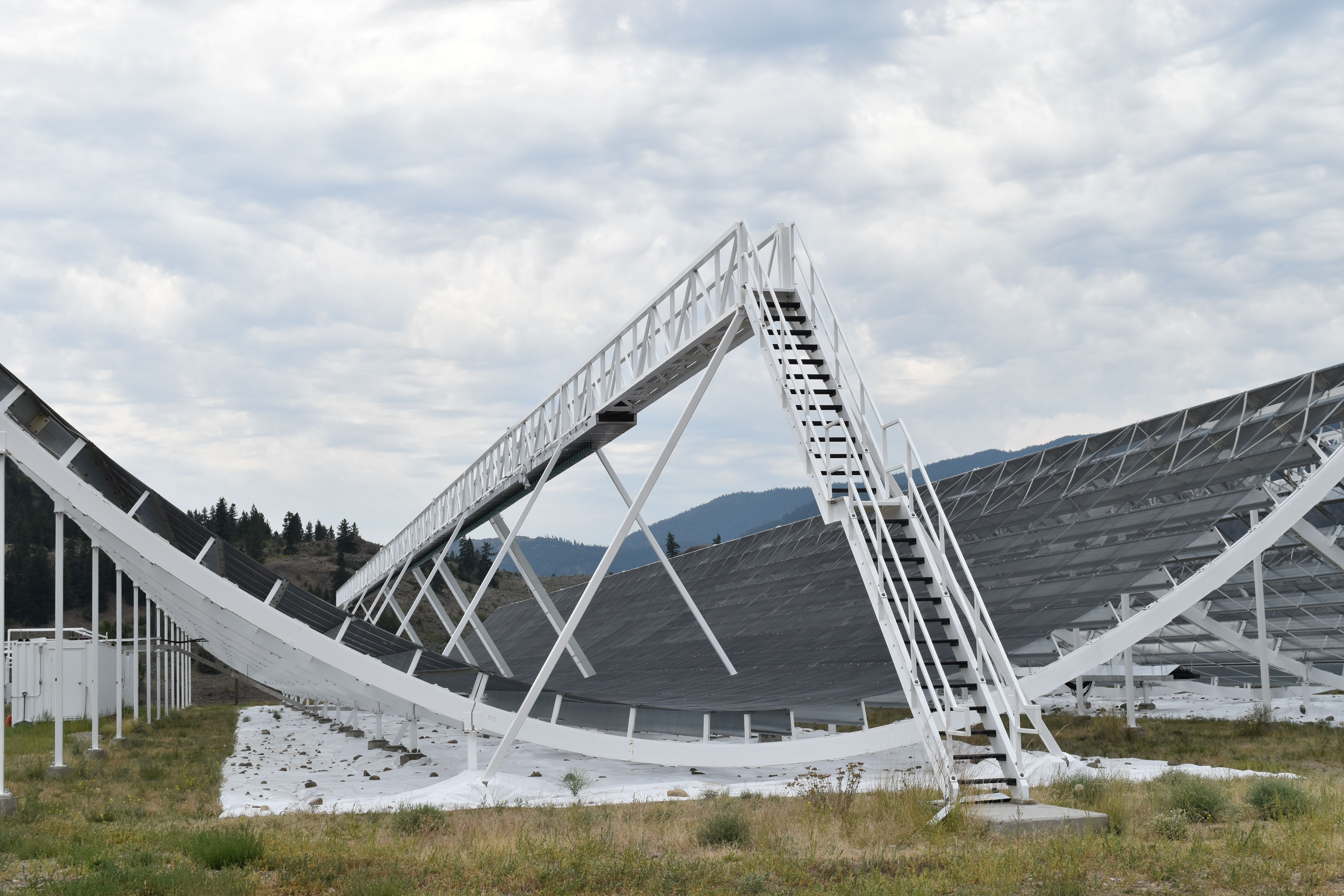
4つのワイヤーメッシュ版円筒型反射鏡の1つ
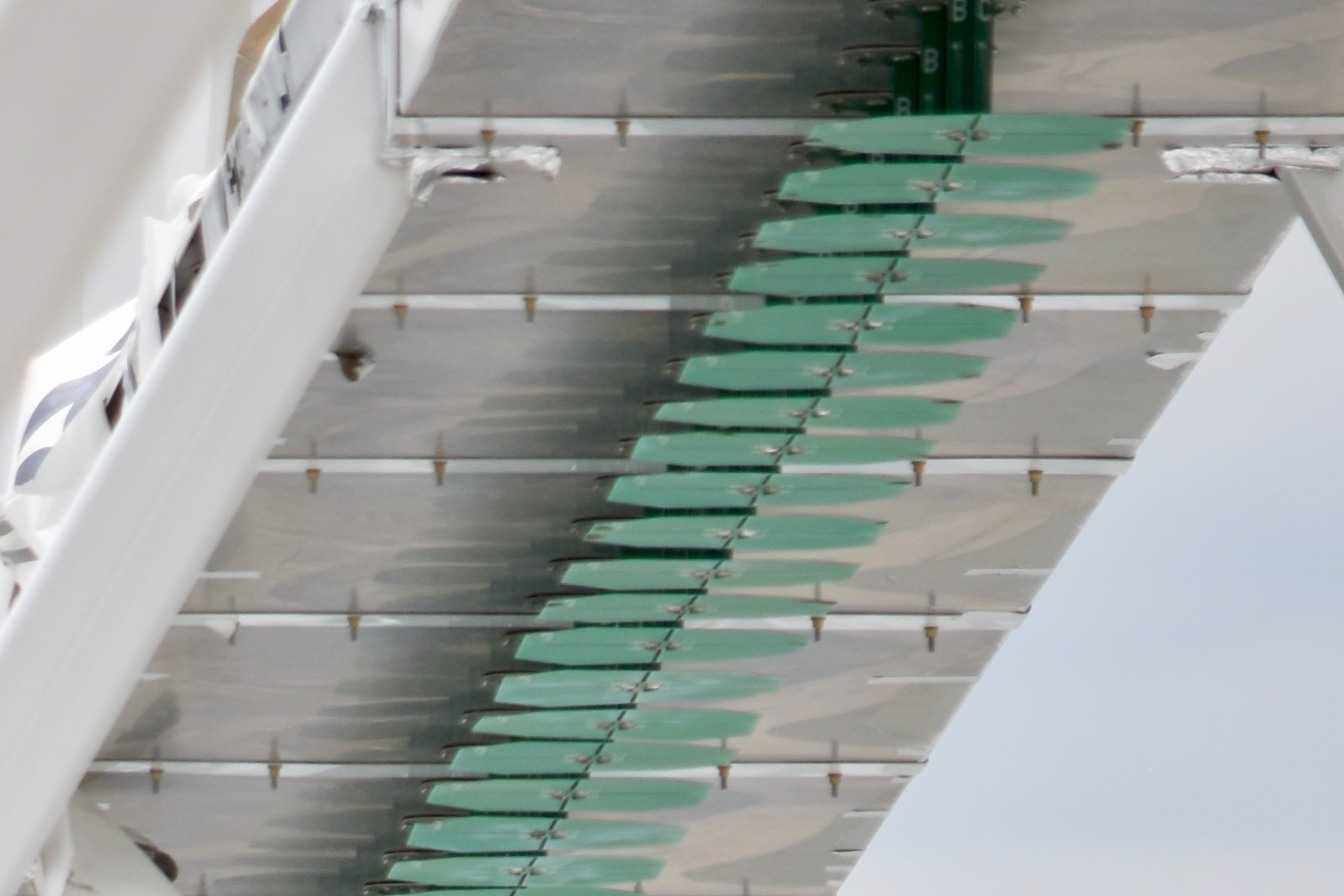
焦点線にあるクローバー型アンテナ
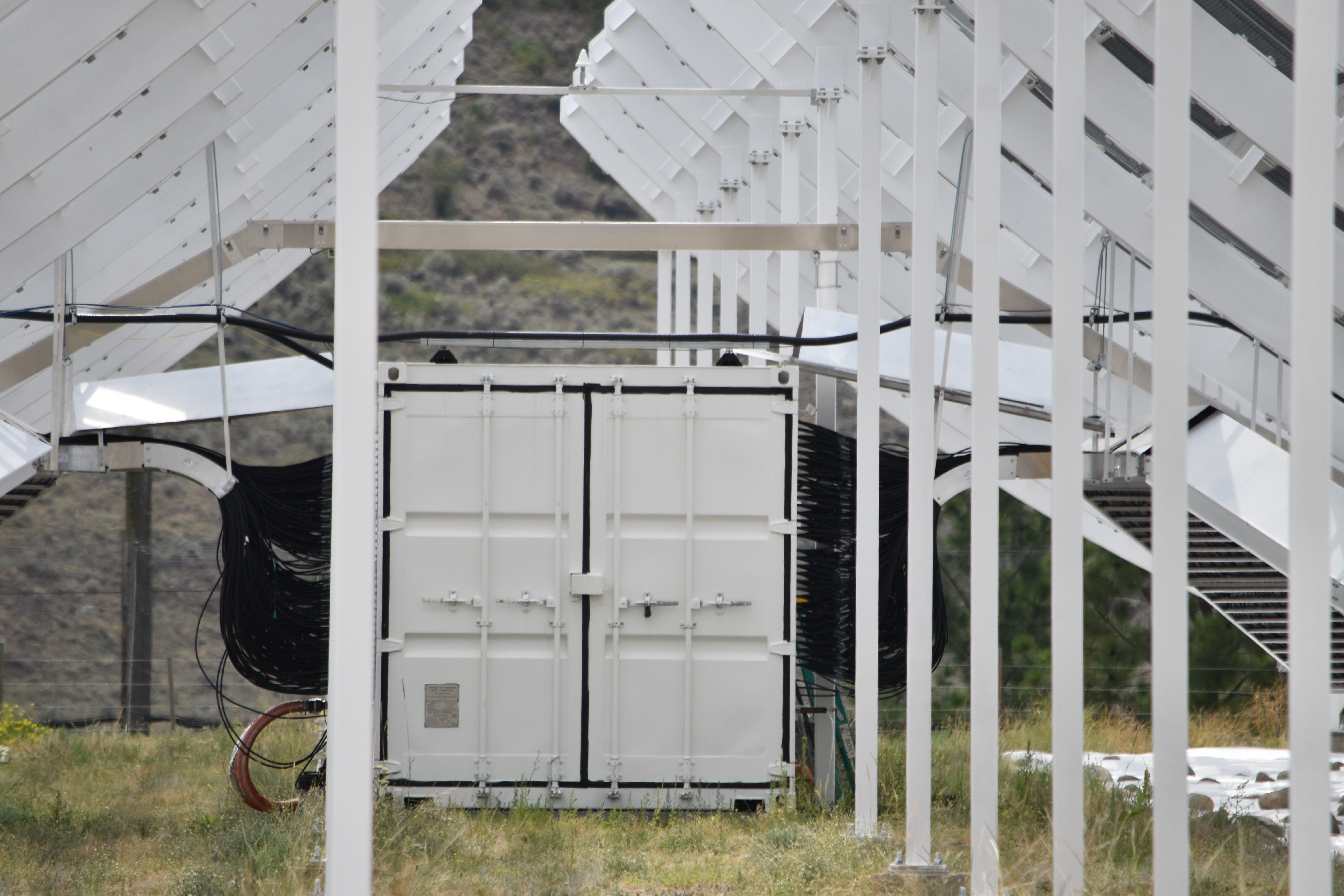
2つの隣接する反射鏡の間に配置されたFエンジン
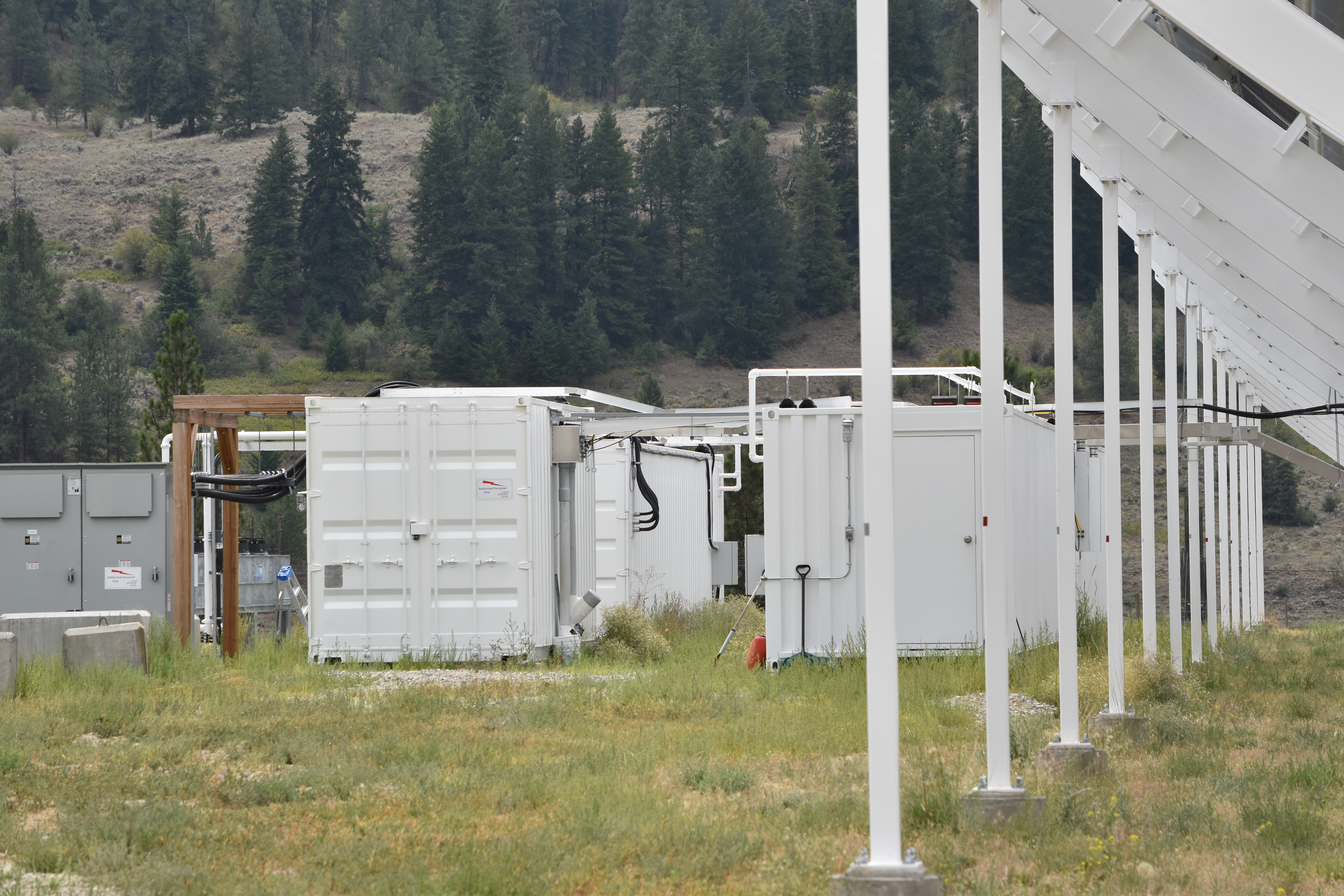
CHIME望遠鏡の隣にあるXエンジン

## 歴史

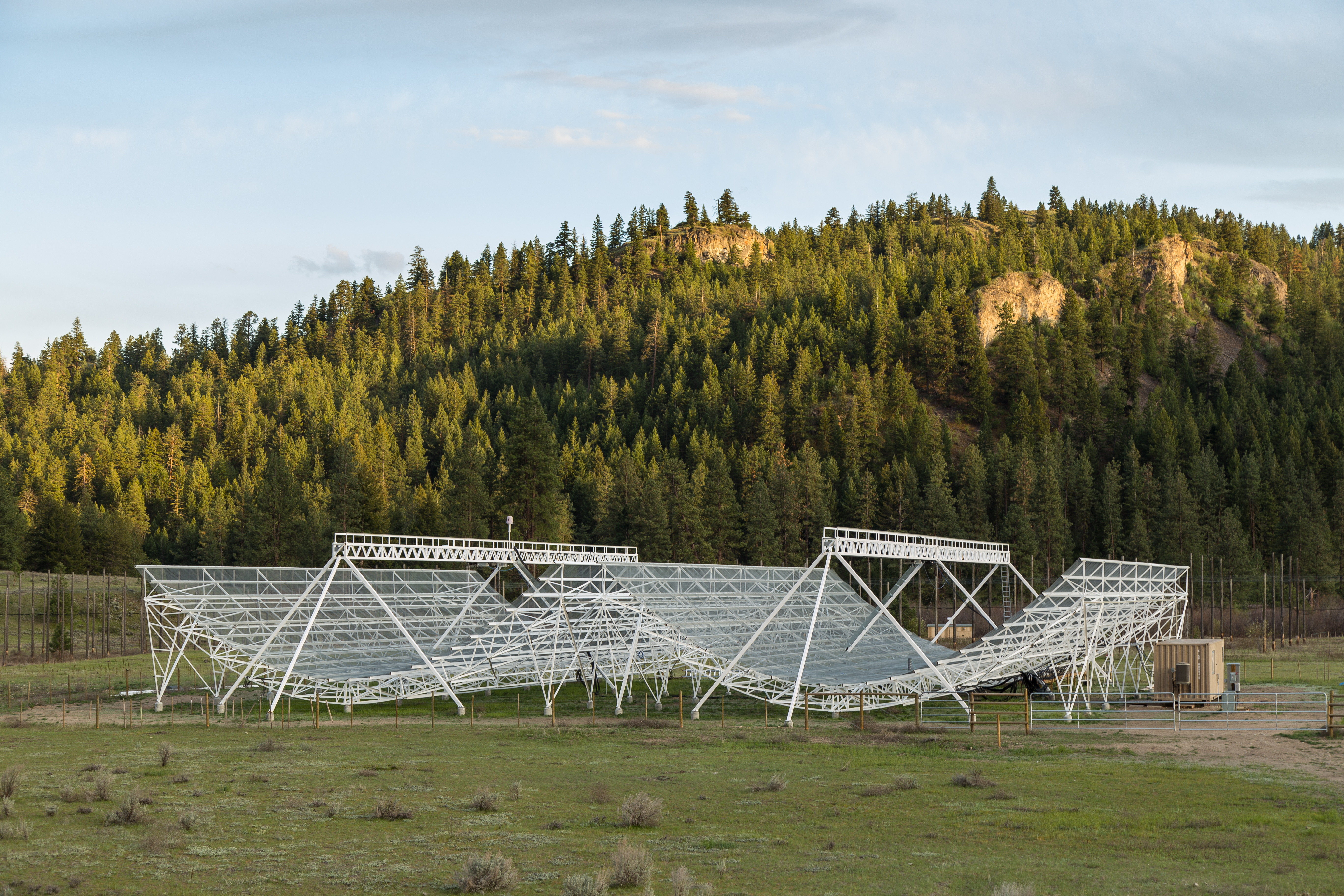
CHIME望遠鏡のプロトタイプとなった、CHIMEパスファインダー望遠鏡。

2013年には、CHIMEの実験機となるCHIMEパスファインダー望遠鏡がドミニオン電波天文台に建設された 。これは、36メートル×20メートルの半円筒型反射鏡と128個の両偏波アンテナを備えたもので、CHIME実機の小規模バージョンといえる。このパスファインダーは、CHIME実機に使用される観測技術のテストベッドとして使用された。パスファインダーもバリオン音響振動（BAO）の初期測定を行うことができ、それ自体が有用な望遠鏡として機能する。

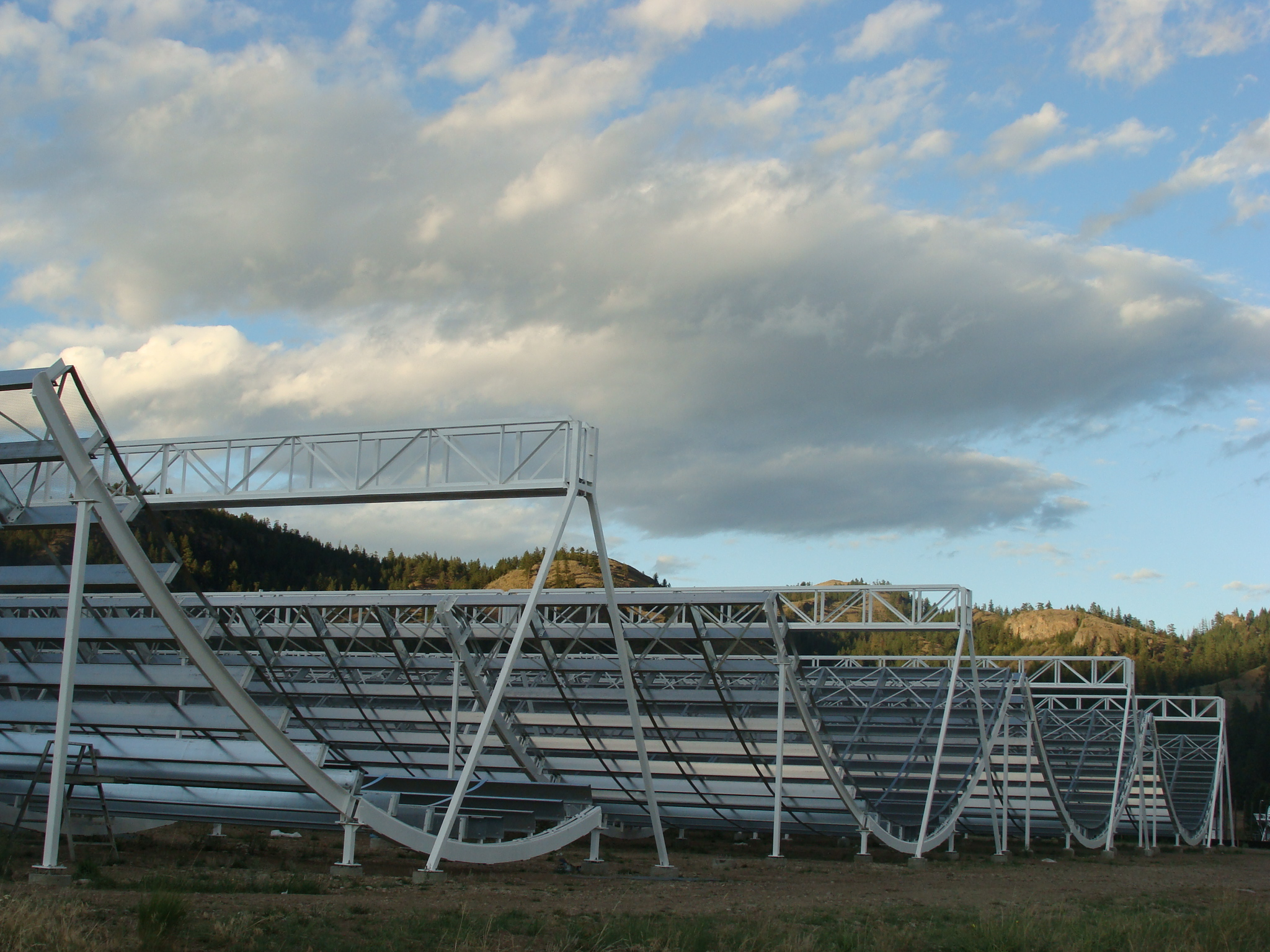
2015年7月、建設中のCHIME望遠鏡

CHIMEの建設は、カナダのブリティッシュコロンビア州ペンティクトン近くのドミニオン電波天文台（DRAO）で2015年に開始された。2015年11月の段階でCHIMEは稼働に近づいていると報告されており、受信機の設置とスーパーコンピューターの構築を残すのみとなっていた。また 2016年3月にはチップ加工の契約を締結した。
CHIMEの建設は、2017年8月に完了した。 2017年9月7日に、連邦科学大臣のカースティー・ダンカンを迎えてファーストライト式典が行われ、試験観測が開始された  。CHIMEによる本格的な科学観測は2018年9月下旬に開始され 、最初の1週間でいくつかの天体現象の検出に成功した。
CHIME/高速電波バーストプロジェクト（CHIME/FRB）の初期の発見のひとつは、バーストが繰り返されるタイプのFRBとしては史上2例目となるFRB180814の発見であった 。 CHIME/FRBは、一定の間隔で繰り返されFRB (FRB180916) も発見した。この天体のバースト周期は16.35日であり、地球からの距離がわずか5億光年とこれまでに発見されたFRBの中で最も近い位置にある。
CHIMEは非常に感度が高いため、最終的には1日あたり数十のFRBを検出すると期待されていた。 CHIME / FRBカタログ1では、2018年7月から2019年間に検出された535のFRBが掲載されている。
FRB観測における重要なマイルストーンのひとつは、2020年4月28日に検出されたFRB 200428だった。これは、電波以外の放射が検出された最初のFRBであるとともに、天の川銀河の中で発見された最初のFRBであり、さらにマグネターに関連付けられた最初のFRBであった 。